# Peter Naur
Peter Naur (Frederiksberg, 1928. október 25. –‎ Herlev, 2016. január 3.) a számítástudomány dán úttörője és 2005-ös Turing-díjasa volt. Leginkább úgy emlékeznek rá, mint John Backusszal közösen a Backus–Naur-forma (BNF) jelölés megalkotójára, amelyet a legtöbb programozási nyelv szintaxisának leírására használnak. Hozzájárult az ALGOL 60 nyelv megalkotásához is.

## Életrajza
Naur csillagászként kezdte pályafutását, amiért 1957-ben megkapta a filozófia doktora (Ph.D.) fokozatot, de a számítógépekkel való találkozása szakmaváltáshoz vezetett. 1959-től 1969-ig a Regnecentralen dán számítástechnikai vállalatnál dolgozott, miközben előadásokat tartott a Niels Bohr Intézetben és a Dán Műszaki Egyetemen. 1969-től 1998-ig a Koppenhágai Egyetem informatika professzora volt.
Tagja volt a Nemzetközi Információfeldolgozási Szövetség (IFIP) IFIP 2.1 Algoritmikus nyelvek és kalkulusok munkacsoportjának, amely az ALGOL 60 és ALGOL 68 nyelveket specifikálta, támogatja és karbantartja. 1960 és 1993 között a BIT Numerical Mathematics, a numerikus analízissel foglalkozó folyóirat szerkesztőbizottságának tagja volt.
Naur fő kutatási területei a számítógépes programok és algoritmusok tervezése, szerkezete és teljesítménye voltak. Úttörő munkát végzett a szoftverfejlesztés és a szoftverarchitektúra területén is. Computing: A Human Activity (1992) című könyvében, amely a számítástechnikához való hozzájárulásának gyűjteménye, elutasította a programozás formalista iskoláját, amely a programozást a matematika egyik ágának tekinti. Nem szerette, ha a Backus-Naur formával hozzák kapcsolatba (amelyet Donald Knuth tulajdonított neki), és azt mondta, hogy jobban szeretné, ha Backus normálformának (Backus normal form) neveznék.
Naur felesége volt Christiane Floyd informatikus.
Naur nem szerette a computer science kifejezést, és azt javasolta, hogy nevezzük datalógiának (datalogy) vagy adattudománynak. Az előbbi kifejezést Dániában és Svédországban datalogi néven fogadták el, míg az utóbbi kifejezést ma az adatelemzésre használják, beleértve a statisztikát és az adatbázisokat is.
Az 1960-as évek közepe óta a számítástechnikát Dániában Peter Naur terminológiája alapján datalógia, az adatfolyamatok tudománya elnevezés alatt gyakorolják. A Regnecentralenből és a Koppenhágai Egyetemről kiindulva a koppenhágai számítástechnikai hagyomány az alkalmazásokkal és más tudományterületekkel való szoros kapcsolat révén alakította ki sajátos jellegzetességeit. A hagyomány nem utolsósorban az oktatás területén is megmutatkozik. Az átfogó projekttevékenység a tanterv szerves részét képezi, így az elméletet az elsősorban a tényleges tapasztalatokon keresztül megismert reális megoldások egyik aspektusaként mutatja be. Peter Naur korán felismerte az informatika sajátos oktatási kihívásait. Újításai más egyetemeken is bizonyították minőségüket és életképességüket. Szoros kapcsolat van a Koppenhágai Egyetemen kialakult informatikai képzés és a Peter Naur kutatásait jellemző informatikai szemlélet között.
Későbbi éveiben meglehetősen nyíltan kiállt a tudomány egészének művelése mellett: Naur talán az empirista iskolával azonosítható, amely azt mondja, hogy nem szabad mélyebb összefüggéseket keresni a világban megnyilvánuló dolgok között, hanem a megfigyelhető tényeknél kell maradni. A filozófia és a pszichológia egyes irányzatait is ebből a nézőpontból támadta. Az emberi gondolkodás elméletét is kidolgozta, amelyet „A szellemi élet szinapszisállapot-elméletének” nevezett el.
Naur 2005-ben elnyerte az Association for Computing Machinery (ACM) A.M. Turing-díját az ALGOL 60 programozási nyelv meghatározásában végzett munkájáért. Különösen a Report on the Algorithmic Language ALGOL 60 szerkesztőjeként betöltött szerepét ismerték el, amelyben úttörő módon alkalmazta a BNF-et. Naur az egyetlen dán, aki elnyerte a Turing-díjat.
Naur 2016. január 3-án rövid betegség után meghalt.ref name=cwdk>Devantier, Nicolai. „Den verdensberømte it-dansker Peter Naur er død – Computerworld”, Computerworld, 2016. január 4. (Hozzáférés: 2016. január 4.) (dán nyelvű) </ref> Egykori gentoftei háza ma Claire Maxwell szociológus tulajdonában van.

## Bibliográfia
A számok az E. Sveinsdottir és E. Frøkjær által közzétett bibliográfiára utalnak.Naur számos cikket és fejezetet publikált a csillagászat, az informatika, a szociológia, a klasszikus zene, a pszichológia és az oktatás témakörében.
- 66. Minor planet 51 Nemausa and the fundamental system of declinations, PhD thesis, 1957
- 95. (editor)  (1960. május 1.) „Report on the algorithmic language ALGOL 60”. Comm. ACM 3 (5), 299–314. o. DOI:10.1145/367236.367262. and several other journals.
- 128. (editor)  (1963. január 1.) „Revised report on the algorithmic language ALGOL 60”. Comm. ACM 6 (1), 1–17. o. DOI:10.1145/366193.366201.
- 144.  (1963) „Go to statements and good Algol style”. BIT 3 (3), 204–208. o. DOI:10.1007/BF01939987. ISSN 0006-3835.
- 212.  The Conference on Software Engineering, 7–11 October 1968 (1976). ISBN 978-0884053347. OCLC 610836679
- 213.  Datamatik – Studentlitteratur(wd) (1969)
- 247, 249. (with B. Pedersen) Matematik 4 kursusbog, 2 volumes, Copenhagen University, 1971, 2nd ed. 1972
- 264. Concise Survey of Computer Methods, 397 p., Studentlitteratur, 1974
- 274. Datalogi 2 1975/76, 102 p., Copenhagen University, 1975, new edition 1976
- 333. Naur, P.. Computing: A Human Activity. ACM Press (1992). ISBN 978-0201580693
- 347. Naur, P.. Knowing and the Mystique of Logic and Rules: Including True Statements in Knowing and Action * Computer Modelling of Human Knowing Activity * Coherent Description as the Core of Scholarship and Science. Springer (1995). ISBN 978-0-7923-3680-8
- 363. Naur, Peter. Antifilosofisk leksikon: Tænkning – sproglighed – videnskabelighed. Naur.com publ. (1999). ISBN 87-987221-0-7; English translation 2001, ISBN 87-987221-1-5
- 382. Naur, Peter. Psykologi i videnskabelig rekonstruktion. Naur.com (2002). ISBN 978-87-987221-2-0
- Naur, P. (2007. január 1.). „Computing versus human thinking”. Comm. ACM 50 (1), 85–94. o. DOI:10.1145/1188913.1188922.
- Pluralism in Software Engineering: Turing Award Winner Peter Naur Explains. Lonely Scholar (2011). ISBN 978-94-91386-00-8

## Fordítás
- Ez a szócikk részben vagy egészben  a   Peter Naur című angol Wikipédia-szócikk fordításán alapul.  Az eredeti cikk szerkesztőit annak laptörténete sorolja fel. Ez a jelzés csupán a megfogalmazás eredetét és a szerzői jogokat jelzi, nem szolgál a cikkben szereplő információk forrásmegjelöléseként.